# 1. slovenská národní hokejová liga 1983/1984
1. slovenská národní hokejová liga 1983/1984 byla 15. ročníkem jedné ze skupin československé druhé nejvyšší hokejové soutěže.

## Systém soutěže
Všech 12 týmů se utkalo čtyřkolově každý s každým (celkem 44 kol). Vítěz základní části postoupil do kvalifikace o nejvyšší soutěž, které se účastnil i vítěz 1. ČNHL a poslední tým nejvyšší soutěže.
Poslední tým po základní části sestoupil do příslušného krajského přeboru.

## Základní část
| Poř. | Tým                            | Zápasy | Výhry | Remízy | Prohry | Skóre   | Body |
| ---- | ------------------------------ | ------ | ----- | ------ | ------ | ------- | ---- |
| 1.   | Plastika Nitra                 | 44     | 31    | 3      | 10     | 195:105 | 65   |
| 2.   | ZŤS Martin                     | 44     | 28    | 4      | 12     | 175:104 | 60   |
| 3.   | Spartak ZŤS Dubnica nad Váhom  | 44     | 23    | 9      | 12     | 159:132 | 55   |
| 4.   | VTJ Topoľčany                  | 44     | 25    | 3      | 16     | 200:156 | 53   |
| 5.   | ZTK Zvolen                     | 44     | 23    | 3      | 18     | 181:160 | 49   |
| 6.   | PS Poprad                      | 44     | 20    | 5      | 19     | 173:165 | 45   |
| 7.   | Iskra Smrečina Banská Bystrica | 44     | 17    | 7      | 20     | 168:167 | 41   |
| 8.   | Partizán Liptovský Mikuláš     | 44     | 18    | 4      | 22     | 152:161 | 40   |
| 9.   | ZVL Skalica                    | 44     | 15    | 3      | 23     | 134:161 | 36   |
| 10.  | VTJ Michalovce                 | 44     | 16    | 4      | 24     | 138:186 | 30   |
| 11.  | ZPA Prešov                     | 44     | 14    | 2      | 28     | 118:183 | 30   |
| 12.  | ZVL Žilina                     | 44     | 7     | 4      | 33     | 134:247 | 18   |

- Tým Plastika Nitra postoupil do kvalifikace o nejvyšší soutěž, ve které ale neuspěl.
- Tým ZVL Žilina sestoupil do příslušného krajského přeboru. Nahradil ho vítěz kvalifikace krajských přeborníků Slávia Ekonóm Bratislava.

## Kádr Plastiky Nitra
- Brankaři: Filc, D. Barto
- Hráči v poli: Horčičák, Gajdoš, Slovák, Nešťák, T. Turan, V. Turan, Oppitz, M. Barto, Pajdlhauser, Uličný, M. Ocelka, Zeman, Čičmanec, P. Ocelka, Kolečáni, Sládeček, Hrtús, Kunc, J. Regec, Vasilko, Varchulík, Civáň, Nečas, Chlebec
- Trenéři: J. Jiřík, M. Oravec